# دیاموند (ایندیانا)
دیاموند (به انگلیسی: Diamond) یک منطقهٔ مسکونی در ایالات متحده آمریکا است که در شهرستان پارک، ایندیانا واقع شده‌است. دیاموند ۱۹۴ متر بالاتر از سطح دریا واقع شده‌است.